# Evald Aav
Evald Aav (7. března 1900 Tallinn – 21. března 1939 Tallinn) byl estonský hudební skladatel, představitel vážné hudby. Jeho skladby přináležejí k pozdnímu romantismu, bývají přirovnávány k dílům Čajkovského.
Patřil ke druhé generaci estonských klasických skladatelů, byl žákem Artura Kappa (vystudoval u něj skladbu na Tallinnské konzervatoři roku 1926). Je považován za otce estonské orchestrální hudby. Byl prvním skladatelem, který napsal operu s libretem v estonštině (sepsal ho Voldemar Loo). Jmenovala se Vikerlased (Vikingové) a premiéru měla v roce 1928. Pojednává o zničení Sigtuny v roce 1187. Roku 1935 Aav dokončil svou oceňovanou symfonickou báseň Elu (Život).
Jeho dalším zájmem byl sborový zpěv, napsal přes 50 skladeb pro pěvecký sbor, sám ostatně v letech 1916–1926 zpíval ve sbotu tallinnské opery. Poté dirigoval sbor tallinnské vojenské školy (1924–1927), Estonského svazu mládeže (1929–1936), mužský sbor Estonští zpěváci (1934–1939) i smíšený sbor Společnosti hudby mládeže (1937–1939).
Věnoval se i hudební publicistice, v letech 1930–1939 byl redaktorem hudebního časopisu Muusikaleht.
Právě dokončoval svou jedinou symfonii, když v roce 1939 zemřel, ve věku 39 let.